# Upagupta
Upagupta (vers le IIIe siècle av. J.-C.) est un moine bouddhiste.
Selon certaines histoires issues du texte sanscrit Ashokavadana, il aurait été le guide spirituel de l'empereur maurya Ashoka:16. Upagupta est l'élève de Shanavasa, qui lui-même était un disciple d'Ānanda, proche de Bouddha. En raison de l'absence de son nom dans la littérature Théravada, on suppose qu'Upagupta était un moine Sarvāstivādin. Dans les pays d'Asie du Sud-Est et au Bangladesh, Upagupta est une figure révérée. Au Myanmar, il est connu sous le nom de Shin Upagutta. Dans le Lokapannatti (un texte bouddhiste remontant environ au XIIe siècle ap. J.-C.), Upagupta est envoyé par Ashoka pour apaiser Māra lors d'un festival rituel, après quoi il lui demande de prendre l'apparence du Bouddha afin que tout le monde au festival puisse voir à quoi Siddhartha Gautama ressemblait.